# 352017 Juvarra
352017 Juvarra è un asteroide della fascia principale. Scoperto nel 2006, presenta un'orbita caratterizzata da un semiasse maggiore pari a 3,0985614 au e da un'eccentricità di 0,0863595, inclinata di 8,31193° rispetto all'eclittica.
È dedicato a Filippo Juvarra, architetto italiano del periodo barocco.